# Test de Agrupación combinada y multivariante de variantes raras (CMC)
El Test de agrupación combinada y multivariante de variantes raras, conocido por sus siglas en inglés CMC (Combined and Multivariate Collapsing test), propuesto por Li y Leal (2008), es una herramienta para detectar asociación de variantes raras o poco frecuentes a determinados rasgos (patológicos o no).

## Introducción
Los estudios de GWAS generalmente se centran en la asociación de variantes comunes con frecuencias del alelo menos común mayor al 5% (MAF>5%, más frecuentes dentro de la población). Sin embargo las variantes menos frecuentes (0.5%≤ MAF <5%), o raras (MAF<0.5%), que podrían explicar la variabilidad observada en los rasgos asociados a determinadas patologías asociadas, no suelen analizarse debido a su baja frecuencia.
Hoy se sabe que las variantes raras tienen un importante papel en las enfermedades humanas. Diversos estudios, como uno recientemente publicado en la revista Nature Genetics, han mostrado la importancia del estudio de estas variantes menos frecuentes. Así, en dicho trabajo, se observó un aumento de la frecuencia de variantes poco frecuentes o raras en la población de la isla de Cerdeña respecto de la frecuencia de dichos SNPs en otras regiones estudiadas (fundamentalmente europeas). Los estudios de asociación mostraron en primer lugar, que muchas de esas variantes raras eran exclusivas de la población sarda y en segundo lugar, que se asociaban a determinados rasgos fenotípicos. Un ejemplo de ello lo encontramos en la mutación Gln40stop en el gen HBB, causante de Beta-Talasemia, y que se asoció también a una disminución de los niveles de colesterol plasmáticos en los portadores de la misma. Esta variante es prácticamente exclusiva de Cerdeña.

## Funcionamiento del CMC
El CMC consiste fundamentalmente en el agrupamiento de variantes raras, con el objetivo de "enriquecer" así dichas señales en los estudios de asociación. Para ello sigue una serie de pasos, de manera resumida:
1. Agrupar (collapse) las variantes raras en subgrupos en función de sus frecuencias alélicas (Ejemplo MAFs). De esta manera las variantes con un valores de MAF inferiores a un determinado umbral, se reúnen en una sola variante.
2. Se comparan mediante análisis estadístico con variantes comunes. Se aplica generalmente Hotelling´s T2 o análisis de regresión, considerando como hipótesis nula que esta región no está asociada a un rasgo patológico concreto.

## Otros métodos para analizar variantes raras
Finalmente, existen otros métodos que permiten analizar asociación de variantes raras. Un ejemplo es lo que se denomina el método del umbral variable (VT, variable threshold en inglés) propuesto por Price et al en 2010. Este puede asociar un determinado valor fenotípico a un umbral variable de MAFs.